# Bushley
Bushley est une paroisse civile et un village du Worcestershire, en Angleterre.